# 俣野の土居城
俣野の土居城（またののどいじょう）は、鳥取県日野郡江府町俣野にあった館（日本の城）。標高348m、比高30m程の丘の上に存在していた。

## 歴史
山名氏の一統・日野山名氏の館跡と伝わる。室町時代前期に築かれたとされ、山名義幸が隠居した場所とする説も存在する。地元には「ナニガシノフジユキ」なる人物の館であったとも言われ、『伯耆民談記』などはこれを戦国時代の武将･山名藤幸としているが諸説あり不明である。少なくとも館の造りから相当な財力を持った者の館跡であることには間違いはなく、山名氏との何らかの関連があると思われる。

## 構造と遺構
館の構造は単郭方形館で櫓台と見られる出張部が存在した。周囲には土塁、堀などを配しているが、その構造は単純なもので鎌倉時代〜南北朝時代に見られる初期的な形態になっている。（もっとも、伯耆国における平地の城館の大半は戦国期になってもこのような形態を示している）土塁の高さは4m程で虎口も簡単な「平入り虎口」と呼ばれるものである。防御性はさほど高くはないため、日常の住まいとして使用されたと推定される。また、堀を挟んで居館部の前には馬場跡とされる平坦地が存在する。江府町教育委員会の発掘により、柱穴や排水施設などが確認されている。一部は畑地として利用されてはいるが全体の保存状態は完存に近く、良好な状態である。